# Eutypa laevata
Eutypa laevata är en svampart som först beskrevs av Nitschke, och fick sitt nu gällande namn av Pier Andrea Saccardo 1882. Eutypa laevata ingår i släktet Eutypa och familjen Diatrypaceae.   Inga underarter finns listade i Catalogue of Life.